# 杉谷なすび

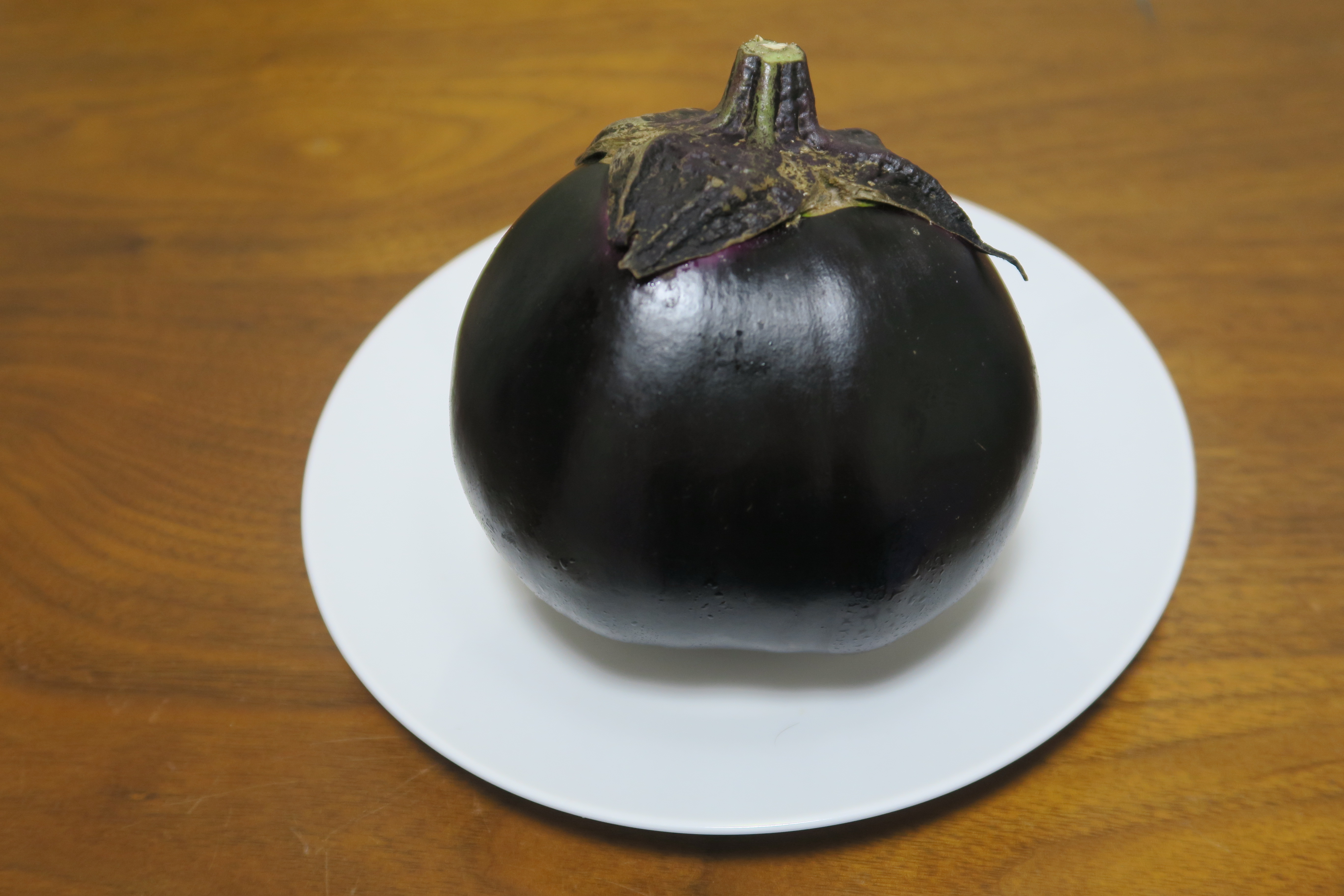
杉谷なすび

杉谷なすび（すぎたになすび）は、滋賀県甲賀市甲南町杉谷地区で江戸時代から栽培されているナスの品種。

## 特徴
- 実が丸くて大きく、直径は約10cmで重さは300～400グラムで、表面が艶々した丸ナス系（巾着型）に属する[2]。
- 表面に巾着のような筋が入り、ヘタに大きなトゲがあるのが特徴[1]。
- 皮が薄く柔らかく、肉質は緻密で甘みがある[3]。
- 昔から杉谷地区でしか育たないと言われている[1]。
- 主な収穫時期は8月上旬～9月下旬[1]。

## 産地
滋賀県甲賀市甲南町杉谷地区

## 利用法
煮物や田楽、炒め物や揚げ物、浅漬けなど、様々な料理に利用できる。